# 莢膜多糖 エンド-1,3-α-ガラクトシダーゼ
莢膜多糖 エンド-1,3-α-ガラクトシダーゼ(Capsular-polysaccharide endo-1,3-alpha-galactosidase, EC 3.2.1.87)は、系統名をアエロバクター莢膜多糖 がラクトヒドロラーゼ(Aerobacter-capsular-polysaccharide galactohydrolaseという酵素である。以下の化学反応を触媒する。
クレブシエラ・アエロゲネスの莢膜多糖の(1->3)-α-D-ガラクトシド結合をランダムに加水分解する。
この酵素は、複雑な基質のガラクトシル-α-1,3-D-ガラクトース結合のみを加水分解し、解重合を引き起こす。